# کشیرا ساگارا

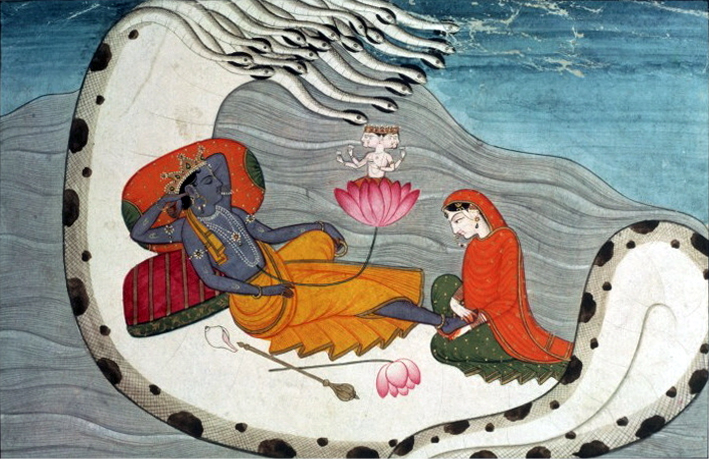
ویشنو و لاکشمی (LAKSHMI) در Shesha نامتناهی (فلسفه) بر فراز کشیرا ساگارا - اقیانوس شیر، حدود ۱۸۷۰

کشیرا ساگارا (انگلیسی: Kshira Sagara), (سانسکریت: क्षीरसागर, (Kṣīra Sāgara); تامیلی: Tiruppāṟkaṭal; مالایالم: Pālāḻi) یا اقیانوس شیر، پنجمین از مرکز هفت اقیانوس است.
این اقیانوس یک قاره به نام کرانچا را احاطه کرده است. بر اساس متون مقدس هندو، دوا (هندوئیسم) و اسوراها برای یک هزار سال با هم کار کردند تا این اقیانوس را به هم بزنند تا به امریته، اکسیر حیات جاودانه دست یابند.